# Северини, Джино
Джино Северини (итал. Gino Severini; 7 апреля 1883, Кортона — 26 февраля 1966, Париж) — итальянский художник, график и скульптор.

## Жизнь и творчество
Северини известен в первую очередь как представитель футуризма и кубизма в искусстве. Учился живописи и рисунку в Риме, где в 1900 году познакомился с Джакомо Балла, у которого перенял дивизионистическую технику рисунка. В этой манере выполнены в первую очередь полотна, созданные Северини после его переезда в Париж в 1906 году. В Париже Северини поддерживал контакты с А. Модильяни, Х. Грисом, Ж. Браком и П. Пикассо, увлёкся теорией аналитического кубизма.

### Северини и футуризм
Начиная с 1910 года главной темой произведений Северини была ночная жизнь большого города, в которых можно заметить признаки футуристического направления, выражающиеся в динамике и резкости изображения («Голубая танцовщица», 1912; Милан, частное собрание). В 1910 году вместе с художниками и скульпторами Умберто Боччони, Карло Карра, Луиджи Руссоло и Баллой подписался под «Техническим Манифестом футуристической живописи». Одна из лучших картин Северини — «Танец Пан-Пан в Монико» (1911) — была утрачена во время Второй мировой войны; выполненное в 1959 году авторское повторение несколько отличается от оригинала. Северини принимал активное участие в подготовке первой коллективной выставки футуристов в Париже (1912). Его первая персональная выставка состоялась в 1913 году в Лондоне. В том же году женился на Жанне Фор, дочери поэта Поля Фора.

### Особенности футуризма Северини
По мнению искусствоведа Екатерины Бобринской, Северини «создал наиболее аналитическую концепцию, построенную главным образом на сдвигах изображенного на картине пространства, на смещениях и диспропрорциональных соединениях различных пространственных фрагментов». Кроме того, особую роль у Северини играют цвет и «эффект мозаичного дробления» объектов окружающего мира.

### Смена манеры
После 1912 года он постепенно обращался к манере синтетического кубизма. Начиная с 1916 года вернулся к жизнеподобным формам. В 1921 году опубликовал очерк «От кубизма к классицизму». В 20—30-е годы XX века для Северини характерна живопись и графика классически ориентированного реализма. В середине 1920-х пережил религиозный кризис, выполнил ряд работ на сакральные темы (в том числе для храмов в Швейцарии). Во время Второй мировой войны находился в Италии; ему удалось провести ряд персональных выставок. После 1950 года вновь проявил интерес к сюжетным мотивам раннего периода (танец, передача света и движения), перерабатывал свои футуристические работы в русле моды на абстрактное искусство .

## Работы Северини в Москве
В 2008 году некоторые работы Северини были выставлены на проходившей в Москве выставке «Футуризм — радикальная революция». В их числе следует выделить «Портрет мадам С.» (недоступная ссылка) (1915, музей в Роверето).
Также в ГМИИ им. А. С. Пушкина экспонируется картина «Голова».

## Мемуары
В 1946 году Северини выпустил двухтомную книгу мемуаров «Вся жизнь художника» (Tutta la vita di un pittore), представляющую собой ценный документ по истории художественного авангарда.

## Награды
- Великий офицер ордена «За заслуги перед Итальянской Республикой» (30 декабря 1952 года)[11]